# 宮田悟志
宮田 悟志（みやた さとし、1984年7月28日 - ）は、日本の歌手。BREATHEのメンバー。神奈川県川崎市出身。身長172cm。

## 略歴
小学3年の頃に野球を始める。中学時代は横浜市・青葉緑東シニアに所属。東北高等学校、専修大学卒業。大学4年の秋に持病の腰を怪我。卒業後、独立リーグのセレクションも受けるが完治せず野球を引退。アパレル会社に入社したが、広瀬香美音楽学校に通い始めアルバイトをしながら歌手を志す。
2010年、「VOCAL BATTLE AUDITION 2」でファイナリストとなるも落選。
2011年12月21日、同オーディションのファイナリストで結成したボーカルユニットBREATHEとしてデビュー。
2016年4月29日、BREATHEが活動終了。ソロで歌手活動を開始し、名前の漢字を「慧」から「悟志」に変更した。2021年よりBREATHE再始動。

## 人物
- 高校の野球部の同期に元東京ヤクルトスワローズの雄平がいる[4]。また、大学野球部の同期に長谷川勇也、松本哲也がいる。

## 作品

### ライブ会場限定シングル
- STORY / かげろう（2016年12月）[5]

### 配信シングル
- サンサーラ（2017年7月2日）[6]
- Baby Girl (The Reunion Mix)（2020年5月9日）
- 黎明（2021年10月13日）
- 奇跡〜大きな愛のように〜 (Cover)（2022年8月1日）
- Core Love / ANNIVERSARY（2025年5月21日）

### シングル
- あの空を忘れない（2020年9月26日）[7]

### アルバム
1. RISE（2018年1月10日）

### カバーアルバム
1. mariage（2020年4月10日）
2. mariage Ⅱ（2025年7月）

### ミニアルバム
1. STAND!（2019年8月28日）

### ベストアルバム
1. Gently（2022年12月14日）[8]

### 映像作品
1. CAFE&RESTAURANT TOUR 2018-2019 @KANAGAWA FINAL 2019.02.24（2019年5月24日）

### 参加作品
| 発売日         | 曲名                              | 収録作品                         |
| -------------- | --------------------------------- | -------------------------------- |
| 2016年11月30日 | キミをもっと feat. BES & 宮田悟志 | SPICY CHOCOLATE『渋谷純愛物語3』 |

### タイアップ
| 曲名       | タイアップ                                             |
| ---------- | ------------------------------------------------------ |
| かげろう   | 舞台『かげろう』主題歌                                 |
| サンサーラ | フジテレビ系『ザ・ノンフィクション』エンディングテーマ |

## 出演

### 舞台
- かげろう（2016年8月10日 - 8月16日）[10]
- 方南ぐみ企画公演「THE面接」（2016年9月27日 - 10月2日）[11]

- 三越劇場PRESENTS朗読舞台「逢いたくて」（2017年9月18日）[12]

### 映画
- NAOKI 〜Time is Life〜（2017年） - 主演・野呂田直樹 役（永尾まりやとW主演）[13]
- 17歳のシンデレラ 東京ボーイズコレクション エピソード2（2018年）-  料理長・山下 役[14]

### 配信ドラマ
- なつこの、おと （2022年配信、全6話、CURTAIN CALL）[15]

### ラジオ
- 音ボケステーション（2017年1月 - 12月、ShibuyaCross-FM）
- バズラジ（2018年1月 - 2019年12月、ShibuyaCross-FM）